# John E. Rexine
John Efstratios Rexine (* 6. Juni 1929 in Boston; † 23. Oktober 1993 in Hamilton, New York) war ein US-amerikanischer Klassischer Philologe, Byzantinist und Neogräzist.

## Leben
John Efstratios Rexine studierte am Harvard College. 1951 erlangte er den Bachelorgrad mit dem Prädikat magna cum laude und trat der Studentenverbindung Phi Beta Kappa bei. Von 1951 bis 1952 reiste er mit einem Fulbright-Stipendium nach Griechenland. 1953 folgte der Mastergrad am Harvard College. Von 1955 bis 1957 lehrte Rexine als Instructor in Humanities an der Brandeis University. 1957 wechselte er als Instructor in Classics an die Colgate University, wo er seine gesamte weitere Karriere verbrachte. 1964 wurde er an der Harvard University zum Ph. D. promoviert. Später wurde er zum Charles A. Dana Professor of Classics ernannt und fungierte als Dekan der Division of Humanities. 1979/80 ging er erneut als Fulbright-Stipendiat nach Griechenland. Im Juli 1992 wurde er emeritiert.
Für seine Forschungsarbeit wurde Rexine mehrfach ausgezeichnet. Er erhielt akademische Grade ehrenhalber vom Center for Traditionalist Orthodox Studies in Etna, Kalifornien (Licentiate in Orthodox Theological Studies 1981) und vom Hellenic College and Holy Cross Greek Orthodox School of Theology in Brookline, Massachusetts (Doctor of Letters 1986). 1992 verlieh ihm die Classical Association of the Atlantic States den Award of Merit.
Rexines Forschungsschwerpunkte waren die griechische Philosophie und Religionsgeschichte, die er von der Antike bis zur postbyzantinischen Zeit verfolgte. Er verfasste zahlreiche Aufsätze und Monografien, darunter auch eine umfangreiche Biografie seines Zeitgenossen Constantine Cavarnos (1918–2011), eines bedeutenden orthodoxen Theologen, Philosophen und Schriftstellers. Darüber hinaus verfasste Rexine in den 1970er Jahren zwei Einführungen zur antiken Geschichtsschreibung (über Thukydides und Tacitus). Eine Sammlung seiner Aufsätze erschien 1981 unter dem Titel The Hellenic Spirit, Byzantine and Post Byzantine. Als Kenner der neugriechischen Literatur verfasste Rexine Rezensionen zeitgenössischer literarischer Werke.

## Schriften (Auswahl)
- Solon and His Political Theory. The Contemporary Significance of a Basic Contribution to Political Theory by One of the Seven Wise Men. New York 1958
- Religion in Plato and Cicero. New York 1959
- An Outline of Thucydides’ History of the Peloponnesian War. Boston 1960 (Hymarx Outline Series 73)
- An Outline of Tacitus. Boston 1964 (Hymarx Outline Series 74)
- The Hellenic Spirit, Byzantine and Post Byzantine: Collected Essays. Belmont 1981
- An Explorer of Realms of Art, Life, and Thought. A Survey of the Works of Philosopher and Theologian Constantine Cavarnos. Zwei Bände, Belmont 1985–1997